# Praktklotspindel
Praktklotspindel (Thymoites bellissimus) är en spindelart som först beskrevs av Ludwig Carl Christian Koch 1879.  Praktklotspindel ingår i släktet Thymoites och familjen klotspindlar. Arten är reproducerande i Sverige. Inga underarter finns listade i Catalogue of Life.